# Pala di San Marco (Botticelli)
La Pala di San Marco (o Incoronazione della Vergine con i santi Giovanni Evangelista, Agostino, Girolamo ed Eligio) è un dipinto a tempera su tavola (378x258 cm) di Sandro Botticelli, realizzato tra il 1488 ed il 1490 e conservato nella Galleria degli Uffizi a Firenze.

## Storia
L'opera proviene dalla cappella di Sant'Alò nella controfacciata a sinistra dell'ingresso della chiesa di San Marco a Firenze, dove era stata commissionata dall'Arte degli Orafi verso il 1488 e comunque non oltre il 1490 (Mesnil e Horne). "Alò" o "Elò" non era altro che il nome in vernacolo fiorentino di sant'Eligio, raffigurato sulla pala, che era il protettore di ferraioli, maniscalchi e orefici.
L'opera ebbe una notevole fama, infatti è citata dall'Albertini, dal Billi, dall'Anonimo Magliabechiano e da Vasari, in entrambe le edizioni delle Vite. Quando la chiesa venne ristrutturata da Giambologna la cappella venne ceduta ad Alessandro Brandolini, che nel 1596 la fece ricostruire ponendovi, più o meno in quegli anni, la Trasfigurazione di Giovan Battista Paggi. La pala botticelliana trovò posto nel Capitolo del convento, dove la videro il Cinelli, il Rosselli, il Del Migliore e il Bottari. In quel periodo venne probabilmente perduta la cornice originale, sostituita in seguito da un'altra finemente intagliata che proveniva dalla chiesa dei Battilani.
Con le soppressioni del 1808 venne destinata alla Galleria dell'Accademia per uso degli studenti d'arte, subendo un primo restauro nel 1830 di Francesco Acciai.Dal 1919, con il riordino delle collezioni statali a Firenze, fu destinata agli Uffizi, dove venne di nuovo restaurata entro il 1921 da Fabrizio Lucarini, che ridipinse la veste verde del terzo angelo di sinistra, ormai perduta. Nel 1990 si concluse un nuovo, capillare restauro con tecniche moderne, che bloccò il movimento del supporto i cui sollevamenti mettevano in continuo rischio la superficie pittorica con distacchi e cadute. Il restauro, ad opera dell'Opificio delle Pietre Dure, fu condotto da Roberto Bellucci (con la collaborazione di Chiara Rossi, Francesca Ciani Passeri, Carlo Giovannini, Patrizia Petrone); e, per il supporto ligneo, da Ciro Castelli, Mauro Parri e Andrea Santacesaria. La direzione fu di Antonio Paolucci e Marco Ciatti.
Alcuni dubbi sull'autografia sono sorti su alcune parti dell'opera, in particolare nelle vesti dei santi e nel paesaggio. La predella a cinque scomparti è invece generalmente ritenuta autografa.
Si conoscono due disegni preparatori dell'opera: un angelo in volo in una collezione privata di Bologna e uno in piedi al Gabinetto dei Disegni e delle Stampe degli Uffizi (n. 202E). Esistono poi due copie ritenute di bottega con l'aggiunta dei donatori: una nella collezione John Bass di New York e una nel Kunstmuseum di Basilea.

## Descrizione e stile

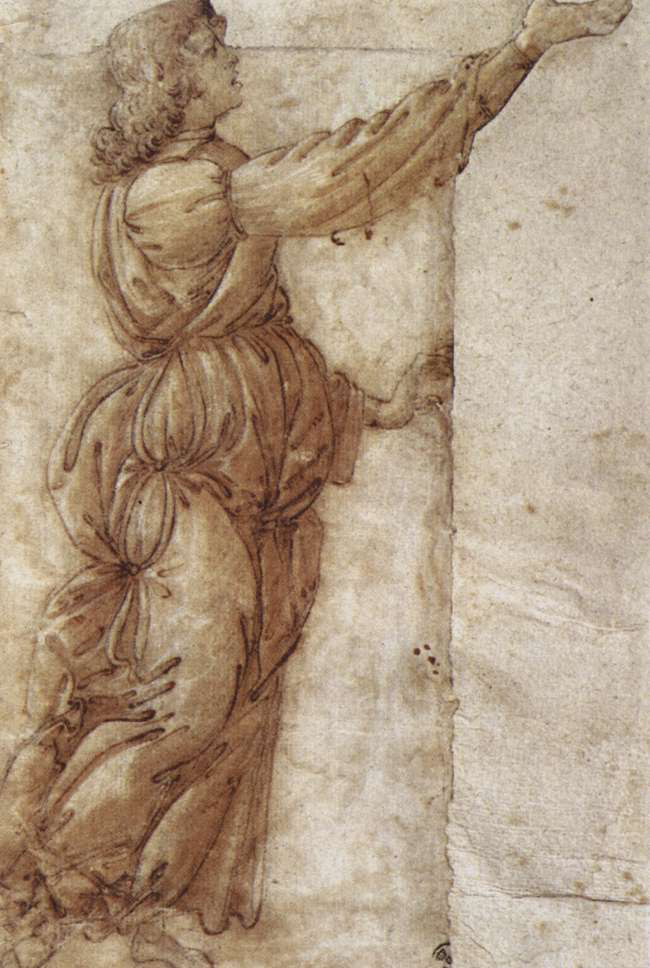
Disegno preparatorio con Angelo, Gabinetto dei Disegni e delle Stampe

L'opera è articolata in due registri: uno terreno inferiore, con quattro santi (Giovanni Evangelista, Agostino, Girolamo ed Eligio e uno superiore, celeste, con l'incoronazione della Vergine da parte di Dio su una base di nuvolette colorate e tra un tripudio di angeli, in proporzioni gerarchiche rimpicciolite, che comprendono dodici visibili in girotondo, quattro che spargono rose bianche e rosse (fiori mariani simbolo di purezza e di sacrificio) e una doppia teoria di cherubini e serafini.
La differenza tra i due registri è marcata anche dalla diversità dello sfondo: un sintetico paesaggio lacustre in basso e uno smagliante e arcaizzante fondo oro nella parte superiore. Si tratta di uno degli esempi più noti della "crisi mistica" che colse l'autore con l'arrivo di Girolamo Savonarola in città, innescando un profondo ripensamento sull'arte che portò Botticelli ad abbandonare i soggetti non sacri addirittura rievocando lo stile ormai desueto dei primi maestri fiorentini. La scena dell'incoronazione pare infatti ispirarsi a Beato Angelico, anche se, per quanto Botticelli cercasse di asciugare il proprio stile, restano evidentissime le differenze rispetto al modello: l'illuminazione è comunque incisiva e sbalza ormai con forte plasticità le figure, soprattutto nei voluminosi panneggi; le pose sono sciolte e quasi patetiche nel loro espressionismo, la varietà delle pose degli angeli, per quanto impostata a criteri di simmetria, è notevolmente accentuata. Alcuni particolari rivelano un forte virtuosismo, come i raggi di luce dorata che si diffondono dal centro del gruppo sacro, tra Maria e il Padre eterno (con in testa un triregno papale), e che passano davanti all'angelo danzante, suggerendo uno sfondamento spaziale.
In basso i santi hanno un'espressività marcata, con un accentuato chiaroscuro e una notevole plasticità. 
Colui che scrive è San Giovanni evangelista, ritenuto l’autore dell’ultimo Vangelo.
Sant’Agostino è l’ultimo a destra. Girolamo, in abito cardinalizio, guarda stupefatto la scena. Eligio, infine, guarda benedicente lo spettatore, richiamando la sua attenzione. La preminenza di Giovanni è a volte da messa in relazione con le predicazioni apocalittiche di Savonarola, che in quell'epoca scuotevano le coscienze fiorentine e che di lì a poco avrebbero provocato una nuova cacciata dei Medici dalla città (1494).
Profonda è anche la differenza di trattamento tra i due sfondi: sfolgorante di gloria quello celeste e deserta, irta di rocce desolate e distese d'acqua remote quello terrestre, a rimarcare l'attrattività del primo e la scabrosità del secondo. Appare ormai superata la chiarezza e la razionalità quattrocentesca verso una disposizione più libera dei personaggi che si svilupperà ulteriormente nel Cinquecento, segno ulteriore della crisi in atto nelle figurazioni dell'epoca.

### Predella

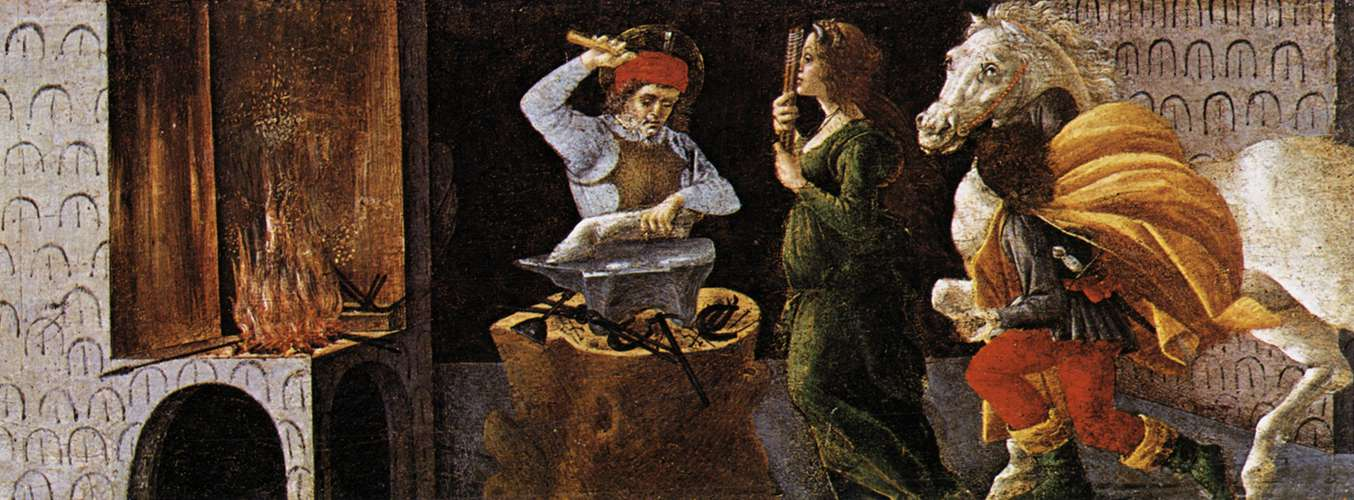
Miracolo di sant'Eligio

I cinque episodi della predella (in tutto 21x268 cm) mostrano scene delle vite dei santi raffigurati sopra di essi e un'Annunciazione in ossequio a Maria. Sono:
- San Giovanni evangelista a Patmos
- Sant'Agostino nello studio
- Annunciazione
- San Girolamo penitente nel deserto
- Miracolo di sant'Eligio

Si tratta di episodi abbastanza comuni, composti con una vivezza eccezionale che non mette in dubbio l'autografia. Giovanni è raffigurato tra scheggioni di roccia mentre scrive, sull'isola di Patmos, l'Apocalisse.
Agostino è nello spoglio studio tra libri che affiorano stipati da un armadio a muro in una piccola natura morta, mentre da una porta sulla destra riceve l'illuminazione sovrannaturale della visione di san Girolamo che gli preannuncia la sua morte imminente; curioso è notare come siano ancora ben visibili le linee usate per creare l'impaginazione prospettica; la composizione preannuncia la tavola di dimensioni maggiori agli Uffizi (1490-1495 circa).
L'Annunciazione si svolge in una stanza con un'apertura al centro che mostra un brano di paesaggio; anche in questo caso lo schemma, sintetico e contratto, venne riutilizzato di lì a poco per una pala di grandi dimensioni, l'Annunciazione di Cestello (1489), sempre agli Uffizi.
San Girolamo è raffigurato, rispetto al personaggio nella pala principale, nelle sue vesti eremitiche quando scelse la via del deserto; in mano tiene una pietra con cui si colpisce il petto in segno di penitenza e in terra si trova un libro, simbolo della sua attività di studioso; attaccato a un rametto secco della roccia scheggiata dello sfondo si trova il cappello cardinalizio.
Il Miracolo di sant'Eligio è forse il più originale, ambientato nel laboratorio del maniscalco Eligio. Il teatro dell'azione è rappresentato con amorevole cura descrittiva dei dettagli, dalla fucina accesa, all'incudine su di un ceppo, fino ai ferri del mestiere. Eligio guarisce miracolosamente un cavallo a cui era stata tagliata per sbaglio una gamba durante la ferratura; inconsueta è la torsone del corpo del cavaliere e il gonfiarsi del suo mantello, a cui fa eco espressivamente la poderosa testa equina, quasi "leonardesca".
Predella della Pala di San Marco